# 敷紡前站
敷紡前站（日语：／ Shikibōmae eki */?）是位於富山縣富山市（開業時為舊・上新川郡大澤野町西大澤），富山地方鐵道（地鐵）笹津線的鐵路車站（廢站）。
在1969年（昭和44年）8月30日至廢線前，此站是急行列車的停車站（那列車班次只有早上和黃昏1個往返班次）。

## 歷史
在1952年（昭和27年）8月，當笹津線大久保町站至地鐵笹津站之間開業時，原本同時會開設此站。但是由於收地問題造成了阻礙，未能如期啟用。在路線開業後，站名牌上的鄰站雖然標示了此站，但是實際上此站還未啟用。另外，此站的站名牌後來被棄置在敷島紡信號場附近的草地上，情況比較奇怪。

### 年表
- 1953年（昭和28年）2月1日：富山地方鐵道笹津線大澤野町八木山站至地鐵笹津站之間開設此站[3][4][5][6]。當時只有客運業務[5]。
- 1975年（昭和50年）4月1日：笹津線廢除，此站也被廢除[3][4][5][6]。

## 車站構造
截至車站廢除前，此站是一座地面車站，設有1面1線的單式月台。月台在路軌的西邊（地鐵笹津方向的列車會開啟右邊車門）。此站沒有轉轍器。
此站是無人車站。此站沒有站舍，月台中央部分設有上蓋候車室。

## 車站周邊
車站位於敷島紡績工場前。
- 國道41號（越中東街道）
- 舊飛驒街道[1]
- 天滿宮[4]

## 現狀
截至1998年（平成10年），部分月台結構還存在，車站遺址還有古老的櫻花樹。截至2007年（平成19年）9月、2008年（平成20年）和2009年（平成21年）11月也是同樣。
另外，此站附近的路軌遺址方面，截至1998年（平成10年），從大澤野町八木山站至此站處變成了單車徑。該單車徑繼續延伸，並跨越國道41號。截至2008年（平成20年）也是同樣。該單車徑的環境和經改造的路基看起來有著鐵路時代的氣氛。

## 相鄰車站
富山地方鐵道
笹津線
大澤野町八木山－敷紡前－（敷島紡信號場）－地鐵笹津

## 注腳
1. 1 2 3 4 5 6 7  《RM LIBRARY 107 富山地鐵笹津·射水線》（著：服部重敬，NEKO PUBLISHING，2008年7月發行）25,28-29頁
2. ↑  《北日本新聞》』昭和27年9月16日 6面。
3. 1 2  《日本鐵道旅行地圖帳 全線全站全廢線 6 北信越》（監修：今尾惠介，新潮社，2008年10月發行）38頁
4. 1 2 3 4 5  （著：寺田裕一，NEKO PUBLISHING，2010年12月發行）43-45,47頁
5. 1 2 3  （著：寺田裕一，JTB出版，2008年5月發行）165頁
6. 1 2  （JTB出版，2010年4月發行）211頁
7. ↑  《鐵道之記憶》（編著：草卓人，桂書房（日语：桂書房），2006年2月發行）301頁
8. 1 2 3  （JTB出版，1998年6月發行）81頁
9. 1 2  （著：寺田裕一，JTB出版，2008年5月發行）80-83頁
10. 1 2  《富山廢線紀行》（著：草卓人，桂書房（日语：桂書房），2008年7月發行）83頁

## 相關項目
- 日本鐵路車站列表 Shi